# Nataša Ljepoja
Nataša Ljepoja (født 28. januar 1996 i Celje, Slovenien) er en kvindelig slovensk håndboldspiller som spiller for SCM Râmnicu Vâlcea i Rumænien og Sloveniens kvindehåndboldlandshold.